# 2023年のワールドシリーズ
2023年の野球において、メジャーリーグベースボール（MLB）優勝決定戦の第119回ワールドシリーズ（英語: 119th World Series）は、10月27日から11月1日にかけて計5試合が開催された。その結果、テキサス・レンジャーズ（アメリカンリーグ）がアリゾナ・ダイヤモンドバックス（ナショナルリーグ）を4勝1敗で下し、球団創設63年目で初の優勝を果たした。
地区優勝を逃した中で高勝率の球団にポストシーズン出場枠を与えるワイルドカード制度が1994年に導入されて以来、該当球団どうしがワールドシリーズで対戦するのは2014年以来9年ぶり3度目。ブルース・ボウチーは、2014年シリーズではナショナルリーグのサンフランシスコ・ジャイアンツで、今シリーズではアメリカンリーグのレンジャーズで、それぞれ監督を務めてチームを優勝へ導いた。ジャイアンツ監督時代のボウチーは2010年――ジャイアンツの対戦相手はレンジャーズだった――と2012年にも優勝しており、今シリーズ制覇によりボウチーは、シリーズ優勝回数が4回に達した史上6人目の監督および両リーグの球団をシリーズで優勝させた史上3人目の監督となった。レンジャーズの初優勝により、シリーズ優勝経験がない球団は全30球団中残り5球団となった。シリーズMVPには、第1戦の9回裏に同点の2点本塁打を放つなど、5試合で打率.286・3本塁打・6打点・OPS 1.137という成績を残したレンジャーズのコーリー・シーガーが選出された。
2022年、MLB機構が金融持株会社のキャピタル・ワンと契約を締結し、同社はその年から5年間ワールドシリーズの冠スポンサーとなった。よって大会名はワールドシリーズ presented by キャピタル・ワン（英語: World Series presented by Capital One）となる。

## ワールドシリーズまでの道のり

### 両チームの2023年
10月23日にまずアメリカンリーグでレンジャーズ（西地区）が、そして24日にはナショナルリーグでダイヤモンドバックス（西地区）が、それぞれリーグ優勝を決めてワールドシリーズへ駒を進めた。
レンジャーズは2017年から6年連続で負け越し、2022年は地区首位ヒューストン・アストロズに38.0ゲーム差をつけられた。シーズン終了後、新監督にブルース・ボウチーが招聘され、選手補強では防御率リーグ13位と低迷した先発ローテーションへ、新たにジェイコブ・デグロムやネイサン・イオバルディらが加わった。2023年は4月上旬から地区首位を守り、前半戦終了時には52勝39敗で2位アストロズを2.0ゲーム差上回る。デグロムは6登板のみで肘を痛めてシーズンを棒に振ったが、イオバルディがエースとなり、野手陣は打撃のみならず守備でも投手陣を援護した。投手補強はシーズン中も続き、8月1日のトレード期限までに先発のマックス・シャーザーやジョーダン・モンゴメリーを獲得した。後半戦は他球団の追い上げを受け、8月30日にはアストロズやシアトル・マリナーズに抜かれて3位へ落ちる。その後はマリナーズを抜き返してアストロズと優勝を争い、全162試合を同じ90勝72敗で終えたが、直接対決でアストロズに負け越していたために地区優勝を逃してワイルドカードにまわった。平均得点5.44はリーグ最高・MLB3位、防御率4.28はリーグ10位・MLB18位。コーリー・シーガーやイオバルディらここ数年の大型補強が実を結び、新人のジョシュ・ヤンをはじめとする若手・中堅選手の躍動も目立った。ワイルドカードシリーズではタンパベイ・レイズを2勝0敗で、地区シリーズではボルチモア・オリオールズを3勝0敗で、リーグ優勝決定戦ではアストロズを4勝3敗で、それぞれ下した。
ダイヤモンドバックスは2022年、74勝88敗と負け越し地区4位に沈んだ。ただ終盤の2か月で若手選手が台頭するなどチームの骨格が定まりつつあり、オフにはその中心となる新人外野手コービン・キャロルと8年の延長契約を結んだ。2023年は開幕からロサンゼルス・ドジャースとの地区首位争いを展開する。MLBが導入した投球間の時間制限 "ピッチクロック" や牽制球の回数制限等の新規則と、チームが標榜する走塁重視の野球がはまって躍進の原動力となった。前半戦終了時には52勝39敗でドジャースとゲーム差なしの2位につけ、8月1日のトレード期限までには、不安定な救援投手陣に抑えとしてポール・シーウォルドを加えた。しかしこの時期チームは勢いを失い、8月11日には9連敗で57勝59敗まで成績を落とした。ドジャースには12.5ゲーム差をつけられて地区優勝が難しくなったが、復調してからは東地区のマイアミ・マーリンズ、中地区のシカゴ・カブスやシンシナティ・レッズとワイルドカードを争う。その結果9月30日、マーリンズとともに残り2枠へ滑り込んだ。平均得点4.60はリーグ7位・MLB14位、防御率4.47はリーグ10位・MLB20位。キャロルは新人初の25本塁打・50盗塁を記録する活躍ぶりで、先発投手のザック・ガレンやメリル・ケリーとともにチーム躍進の立役者となった。ワイルドカードシリーズではミルウォーキー・ブルワーズを2勝0敗で、地区シリーズではドジャースを3勝0敗で、リーグ優勝決定戦ではフィラデルフィア・フィリーズを4勝3敗で、それぞれ下した。
この2球団は、ここ数シーズンの結果が以下の点で共通している。
- 2020年・2021年の2年連続で地区最下位。2021年は100敗以上を喫する
- 2022年も負け越しで地区4位
- 2023年は地区2位に浮上し、ワイルドカードとしてポストシーズン進出
- 今ポストシーズンはワイルドカードシリーズ2勝0敗→地区シリーズ3勝0敗→リーグ優勝決定戦4勝3敗で勝ち抜け。リーグ優勝決定戦では前年ワールドシリーズ出場球団を下す

両球団とも低迷から急速な躍進を遂げており、100敗シーズンの翌々年にシリーズ進出は歴代最速タイ、シリーズ進出前年の両球団合算勝率.438は歴代2位の低さ、シリーズ進出直前3シーズンの通算勝率はレンジャーズが.391で歴代4位、ダイヤモンドバックスが.393で同5位の低さである。ただ、チーム構築の手法は両チームで異なっている。今ポストシーズンでロースター入りした選手の入団経緯をみると、プロ入りからその球団一筋という生え抜き選手の数はレンジャーズが5人に対しダイヤモンドバックスが12人、FAで移籍してきた選手の数はレンジャーズが9人に対しダイヤモンドバックスが5人である。ポストシーズン進出12球団中では、レンジャーズは生え抜き選手数が2番目に少なくFA移籍選手数が最多タイであり、ダイヤモンドバックスは生え抜き選手数が2番目に多くFA移籍選手数が2番目に少ない。また、選手に費やす金額にも差がある。年俸総額はレンジャースが2億5100万ドルで30球団中4位の高額であるのに対し、ダイヤモンドバックスはその半分以下の1億1900万ドルで21位にとどまっている。
レンジャーズGMのクリス・ヤングと助監督のウィル・ベナブル、ダイヤモンドバックスGMのマイク・ヘイゼンはいずれもプリンストン大学出身であり、在学中に野球部監督スコット・ブラッドリーの下でプレイした経験を持つ。特に両GMはブラッドリー監督就任1年目の1998年、最上級生で主将を務めるヘイゼンが高校生のヤングを勧誘するために大学で出迎えたときからの顔見知りで、今シリーズで両者の対戦が決まった際には、ブラッドリーの携帯電話にグループメッセージでふたりから「監督、ぜひ観にいらしてください。席はご用意できます」と送信されてきたという。

### ホームフィールド・アドバンテージ
ワールドシリーズの第1・2・6・7戦を本拠地で開催できる "ホームフィールド・アドバンテージ" は、レギュラーシーズンの勝率がより高いほうの球団に与えられる。ポストシーズン進出12球団のアドバンテージ優先順位は以下の通り。
| 優先順位   | 球団                           | レギュラーシーズン成績 | レギュラーシーズン成績         | ポストシーズン結果                |        |        |        |
| 優先順位   | 球団                           | レギュラーシーズン成績 | レギュラーシーズン成績         | ポストシーズン結果                | WCS    | DS     | LCS    |
| ---------- | ------------------------------ | ---------------------- | ------------------------------ | --------------------------------- | ------ | ------ | ------ |
| 01         | アトランタ・ブレーブス         | 104勝58敗・勝率.642    | NL東地区優勝                   | 地区シリーズ（DS）敗退            | 免除   | 1勝3敗 | －     |
| 02         | ボルチモア・オリオールズ       | 101勝61敗・勝率.623    | AL東地区優勝                   | 地区シリーズ（DS）敗退            | 免除   | 0勝3敗 | －     |
| 03         | ロサンゼルス・ドジャース       | 100勝62敗・勝率.617    | NL西地区優勝                   | 地区シリーズ（DS）敗退            | 免除   | 0勝3敗 | －     |
| 04[※1]     | タンパベイ・レイズ             | 099勝63敗・勝率.611    | AL東地区2位＝第1ワイルドカード | ワイルドカードシリーズ（WCS）敗退 | 0勝2敗 | －     | －     |
| 05[※1]     | ミルウォーキー・ブルワーズ     | 092勝70敗・勝率.568    | NL中地区優勝                   | ワイルドカードシリーズ（WCS）敗退 | 0勝2敗 | －     | －     |
| 06[※1][※2] | テキサス・レンジャーズ         | 090勝72敗・勝率.556    | AL西地区2位＝第2ワイルドカード | ワールドシリーズ進出              | 2勝0敗 | 3勝0敗 | 4勝3敗 |
| 07[※1][※2] | フィラデルフィア・フィリーズ   | 090勝72敗・勝率.556    | NL東地区2位＝第1ワイルドカード | リーグ優勝決定戦（LCS）敗退       | 2勝0敗 | 3勝1敗 | 3勝4敗 |
| 08[※1][※2] | ヒューストン・アストロズ       | 090勝72敗・勝率.556    | AL西地区優勝                   | リーグ優勝決定戦（LCS）敗退       | 免除   | 3勝1敗 | 3勝4敗 |
| 09[※1]     | トロント・ブルージェイズ       | 089勝73敗・勝率.549    | AL東地区2位＝第3ワイルドカード | ワイルドカードシリーズ（WCS）敗退 | 0勝2敗 | －     | －     |
| 10[※1]     | ミネソタ・ツインズ             | 087勝75敗・勝率.537    | AL中地区優勝                   | 地区シリーズ（DS）敗退            | 2勝0敗 | 1勝3敗 | －     |
| 11[※3]     | マイアミ・マーリンズ           | 084勝78敗・勝率.519    | NL東地区3位＝第2ワイルドカード | ワイルドカードシリーズ（WCS）敗退 | 0勝2敗 | －     | －     |
| 12[※3]     | アリゾナ・ダイヤモンドバックス | 084勝78敗・勝率.519    | NL西地区2位＝第3ワイルドカード | ワールドシリーズ進出              | 2勝0敗 | 3勝0敗 | 4勝3敗 |

※1  同一リーグ内の地区シリーズやリーグ優勝決定戦などでは、勝率に関係なく地区優勝球団はワイルドカード球団より上位に位置づけられるが、ワールドシリーズだけはこれに当てはまらない。
※2  レギュラーシーズンでフィリーズはレンジャーズに対しては0勝3敗と負け越し、アストロズに対しては2勝1敗と勝ち越した。したがって、今シリーズの顔合わせがレンジャーズ対フィリーズとなった場合にはレンジャーズに、アストロズ対フィリーズとなった場合にはフィリーズにアドバンテージが与えられる。
※3  マーリンズがダイヤモンドバックスに対し、シーズン中の直接対決6試合を4勝2敗と勝ち越しているため、マーリンズが上位となる。
10月23日、まずレンジャーズがワールドシリーズ進出を決めた。勝ち残っていた球団のなかではレンジャーズの優先順位が最も高かったので、この時点で対戦相手に関係なくアドバンテージが確定、開催地は第1・2・6・7戦がグローブライフ・フィールド、第3・4・5戦がナショナルリーグ優勝球団の本拠地となった。

## 両チームの過去の対戦
ワールドシリーズでこの2チームが対戦するのは、今回が初めて。レギュラーシーズン中のインターリーグでは、ダイヤモンドバックスが創設された1998年以降の26年間で計53試合が行われ、レンジャーズが通算で28勝25敗・勝率.528と勝ち越している。このうち2018年7月30日の対戦では、開催地であるダイヤモンドバックス本拠地チェイス・フィールドの周辺に落雷があり、場内の照明が一部消えたため試合が20分以上中断したということがあった。直近の対戦は2023年は5月2日・3日にレンジャーズの本拠地グローブライフ・フィールドで2試合、8月21日・22日にチェイス・フィールドで2試合の計4試合が組まれ、ダイヤモンドバックスが合計で3勝1敗とした。

## ロースター
両チームの出場選手登録（ロースター）は以下の通り。
- 名前の横の★はこの年のオールスターゲームに選出された選手を、＃はレギュラーシーズン開幕後に入団した選手を、◎はリーグ優勝決定戦MVP受賞者を示す。
- 年齢は今シリーズ開幕時点でのもの。

| テキサス・レンジャーズ | テキサス・レンジャーズ | テキサス・レンジャーズ | テキサス・レンジャーズ       | テキサス・レンジャーズ | テキサス・レンジャーズ | テキサス・レンジャーズ | テキサス・レンジャーズ | テキサス・レンジャーズ | アリゾナ・ダイヤモンドバックス | アリゾナ・ダイヤモンドバックス | アリゾナ・ダイヤモンドバックス | アリゾナ・ダイヤモンドバックス | アリゾナ・ダイヤモンドバックス | アリゾナ・ダイヤモンドバックス | アリゾナ・ダイヤモンドバックス | アリゾナ・ダイヤモンドバックス | アリゾナ・ダイヤモンドバックス |
| 守備位置               | 背番号                 | 出身                   | 選手                         | 投                     | 打                     | 年齢                   | ワールドシリーズ経験   | ワールドシリーズ経験   | 守備位置                       | 背番号                         | 出身                           | 選手                           | 投                             | 打                             | 年齢                           | ワールドシリーズ経験           | ワールドシリーズ経験           |
| 守備位置               | 背番号                 | 出身                   | 選手                         | 投                     | 打                     | 年齢                   | 出場                   | 優勝                   | 守備位置                       | 背番号                         | 出身                           | 選手                           | 投                             | 打                             | 年齢                           | 出場                           | 優勝                           |
| ---------------------- | ---------------------- | ---------------------- | ---------------------------- | ---------------------- | ---------------------- | ---------------------- | ---------------------- | ---------------------- | ------------------------------ | ------------------------------ | ------------------------------ | ------------------------------ | ------------------------------ | ------------------------------ | ------------------------------ | ------------------------------ | ------------------------------ |
| 投手                   | 61                     | アメリカ合衆国の旗     | コディ・ブラッドフォード     | 左                     | 左                     | 25                     | 初                     | なし                   | 投手                           | 50                             | ドミニカ共和国の旗             | ミゲル・カストロ               | 右                             | 右                             | 28                             | 初                             | なし                           |
| 投手                   | 46                     | アメリカ合衆国の旗     | ブロック・バーク[※1]         | 左                     | 左                     | 27                     | 初                     | なし                   | 投手                           | 65                             | ドミニカ共和国の旗             | ルイス・フリアス               | 右                             | 右                             | 25                             | 初                             | なし                           |
| 投手                   | 45                     | キューバの旗           | アロルディス・チャップマン＃ | 左                     | 左                     | 35                     | 07年ぶり2回目          | 1回                    | 投手                           | 23                             | アメリカ合衆国の旗             | ザック・ガレン★                | 右                             | 右                             | 28                             | 初                             | なし                           |
| 投手                   | 33                     | アメリカ合衆国の旗     | デーン・ダニング             | 右                     | 右                     | 28                     | 初                     | なし                   | 投手                           | 37                             | アメリカ合衆国の旗             | ケビン・ジンケル               | 右                             | 左                             | 29                             | 初                             | なし                           |
| 投手                   | 17                     | アメリカ合衆国の旗     | ネイサン・イオバルディ★      | 右                     | 右                     | 33                     | 05年ぶり2回目          | 1回                    | 投手                           | 29                             | アメリカ合衆国の旗             | メリル・ケリー                 | 右                             | 右                             | 35                             | 初                             | なし                           |
| 投手                   | 22                     | アメリカ合衆国の旗     | ジョン・グレイ               | 右                     | 右                     | 31                     | 初                     | なし                   | 投手                           | 35                             | アメリカ合衆国の旗             | ジョー・マンティプリー         | 左                             | 右                             | 32                             | 初                             | なし                           |
| 投手                   | 44                     | アメリカ合衆国の旗     | アンドリュー・ヒーニー       | 左                     | 左                     | 32                     | 初                     | なし                   | 投手                           | 24                             | アメリカ合衆国の旗             | カイル・ネルソン               | 左                             | 左                             | 27                             | 初                             | なし                           |
| 投手                   | 25                     | ドミニカ共和国の旗     | ホセ・ルクラーク             | 右                     | 右                     | 29                     | 初                     | なし                   | 投手                           | 19                             | アメリカ合衆国の旗             | ライン・ネルソン               | 右                             | 右                             | 25                             | 初                             | なし                           |
| 投手                   | 52                     | アメリカ合衆国の旗     | ジョーダン・モンゴメリー＃   | 左                     | 左                     | 30                     | 初                     | なし                   | 投手                           | 32                             | アメリカ合衆国の旗             | ブランドン・ファート           | 右                             | 右                             | 25                             | 初                             | なし                           |
| 投手                   | 54                     | ベネズエラの旗         | マーティン・ペレス           | 左                     | 左                     | 32                     | 初                     | なし                   | 投手                           | 57                             | アメリカ合衆国の旗             | アンドリュー・サールフランク   | 左                             | 左                             | 26                             | 初                             | なし                           |
| 投手                   | 66                     | アメリカ合衆国の旗     | ジョシュ・スボーツ           | 右                     | 右                     | 29                     | 初                     | なし                   | 投手                           | 38                             | アメリカ合衆国の旗             | ポール・シーウォルド＃         | 右                             | 右                             | 33                             | 初                             | なし                           |
| 投手                   | 31                     | アメリカ合衆国の旗     | マックス・シャーザー＃[※1]   | 右                     | 右                     | 39                     | 04年ぶり3回目          | 1回                    | 投手                           | 81                             | アメリカ合衆国の旗             | ライアン・トンプソン＃         | 右                             | 右                             | 31                             | 03年ぶり2回目                  | なし                           |
| 投手                   | 51                     | アメリカ合衆国の旗     | ウィル・スミス               | 左                     | 右                     | 34                     | 03年連続3回目          | 2回                    | 捕手                           | 11                             | ベネズエラの旗                 | ホセ・ヘレーラ                 | 右                             | 両                             | 26                             | 初                             | なし                           |
| 投手                   | 35                     | アメリカ合衆国の旗     | クリス・ストラットン＃       | 右                     | 右                     | 33                     | 初                     | なし                   | 捕手                           | 14                             | ベネズエラの旗                 | ガブリエル・モレノ             | 右                             | 右                             | 23                             | 初                             | なし                           |
| 捕手                   | 18                     | アメリカ合衆国の旗     | ミッチ・ガーバー             | 右                     | 右                     | 32                     | 初                     | なし                   | 内野手                         | 10                             | アメリカ合衆国の旗             | ジョーダン・ロウラー           | 右                             | 右                             | 21                             | 初                             | なし                           |
| 捕手                   | 11                     | アメリカ合衆国の旗     | オースティン・ヘッジス＃     | 右                     | 右                     | 31                     | 初                     | なし                   | 内野手                         | 3                              | アメリカ合衆国の旗             | エバン・ロンゴリア             | 右                             | 右                             | 38                             | 15年ぶり2回目                  | なし                           |
| 捕手                   | 28                     | アメリカ合衆国の旗     | ジョナ・ハイム★              | 右                     | 両                     | 28                     | 初                     | なし                   | 内野手                         | 4                              | ドミニカ共和国の旗             | ケーテル・マルテ◎              | 右                             | 両                             | 30                             | 初                             | なし                           |
| 内野手                 | 20                     | ドミニカ共和国の旗     | エセキエル・デュラン[※2]     | 右                     | 右                     | 24                     | 初                     | なし                   | 内野手                         | 2                              | ドミニカ共和国の旗             | ヘラルド・ペルドモ★            | 右                             | 両                             | 24                             | 初                             | なし                           |
| 内野手                 | 6                      | アメリカ合衆国の旗     | ジョシュ・ヤン★              | 右                     | 右                     | 25                     | 初                     | なし                   | 内野手                         | 6                              | アメリカ合衆国の旗             | ジェイス・ピーターソン＃       | 右                             | 左                             | 33                             | 初                             | なし                           |
| 内野手                 | 30                     | アメリカ合衆国の旗     | ナサニエル・ロウ             | 右                     | 左                     | 28                     | 初                     | なし                   | 内野手                         | 15                             | プエルトリコの旗               | エマヌエル・リベラ             | 右                             | 右                             | 27                             | 初                             | なし                           |
| 内野手                 | 5                      | アメリカ合衆国の旗     | コーリー・シーガー★          | 右                     | 左                     | 29                     | 03年ぶり3回目          | 1回                    | 内野手                         | 26                             | アメリカ合衆国の旗             | ペイビン・スミス               | 左                             | 左                             | 27                             | 初                             | なし                           |
| 内野手                 | 2                      | アメリカ合衆国の旗     | マーカス・セミエン★          | 右                     | 右                     | 33                     | 初                     | なし                   | 内野手                         | 53                             | アメリカ合衆国の旗             | クリスチャン・ウォーカー       | 右                             | 右                             | 32                             | 初                             | なし                           |
| 内野手                 | 47                     | アメリカ合衆国の旗     | ジョシュ・スミス             | 右                     | 左                     | 26                     | 初                     | なし                   | 外野手                         | 7                              | アメリカ合衆国の旗             | コービン・キャロル★            | 左                             | 左                             | 23                             | 初                             | なし                           |
| 外野手                 | 32                     | アメリカ合衆国の旗     | エバン・カーター             | 右                     | 左                     | 21                     | 初                     | なし                   | 外野手                         | 12                             | キューバの旗                   | ルルデス・グリエルJr.★         | 右                             | 右                             | 30                             | 初                             | なし                           |
| 外野手                 | 53                     | キューバの旗           | アドリス・ガルシア★◎[※2]     | 右                     | 右                     | 30                     | 初                     | なし                   | 外野手                         | 28                             | アメリカ合衆国の旗             | トミー・ファム＃               | 右                             | 右                             | 35                             | 初                             | なし                           |
| 外野手                 | 4                      | アメリカ合衆国の旗     | ロビー・グロスマン           | 左                     | 両                     | 34                     | 初                     | なし                   | 外野手                         | 5                              | アメリカ合衆国の旗             | アレク・トーマス               | 左                             | 左                             | 23                             | 初                             | なし                           |
| 外野手                 | 16                     | アメリカ合衆国の旗     | トラビス・ジャンコウスキー   | 右                     | 左                     | 32                     | 初                     | なし                   |                                |                                |                                |                                |                                |                                |                                |                                |                                |
| 外野手                 | 3                      | ドミニカ共和国の旗     | レオディ・タベラス           | 右                     | 両                     | 25                     | 初                     | なし                   |                                |                                |                                |                                |                                |                                |                                |                                |                                |

※1  第3戦終了後にシャーザーが故障のためロースターを外れ、第4戦からはバークが代わりに登録された。
※2  第3戦終了後にガルシアが故障のためロースターを外れ、第4戦からはデュランが代わりに登録された。
レンジャーズは、リーグ優勝決定戦からのロースター変更はない。ダイヤモンドバックスは、リーグ優勝決定戦のロースターから投手のスレイド・セコーニを外し、内野手のジェイス・ピーターソンを加えた。地区シリーズからリーグ優勝決定戦へ進む際にはピーターソンに代えてセコーニを登録していたため、地区シリーズと同じロースターに戻したということになる。その理由について、監督のトーリ・ロブロは「ある救援投手を休ませるためにといって13人目の投手を入れておくよりも、野手に左打者の選択肢を持っておくほうが勝利に資すると判断した」と説明している。セコーニもリーグ優勝決定戦では2試合2.0イニングで無失点だったが、いずれもチームが5点以上離された敗色濃厚な場面での登板だった。
レンジャーズには過去にワールドシリーズ優勝を経験したことがある選手が5人おり、2018年から2022年まで直近5年の各シリーズ優勝経験者がひとりずつ揃っている。そのうち救援投手のウィル・スミスは、2021年シリーズはアトランタ・ブレーブスで、2022年シリーズはヒューストン・アストロズで、それぞれ優勝を経験している。全て異なる3球団から3年連続でシリーズに出場するのは、W・スミスが史上3人目となる。これに対してダイヤモンドバックスにはワールドシリーズ出場の経験者すらふたりしかおらず、優勝経験者はいない。そのうち、内野手のエバン・ロンゴリアは新人時代の2008年シリーズにタンパベイ・レイズの一員として出場し敗退して以来、15年ぶり2度目のシリーズ出場を迎える。シリーズ出場間隔が15年以上空いたのはロンゴリアが史上4人目であり、野手では初となる。また、ダイヤモンドバックス先発投手のメリル・ケリーは過去に韓国プロ野球在籍経験があり、SKワイバーンズの一員として2018年の韓国シリーズでは優勝も経験している。ワールドシリーズと韓国シリーズの両方に出場するのは、ケリーが史上5人目となる。

## 開幕前の予想
MLB.comが所属記者・アナリスト58人にどちらがシリーズを制するか予想させたところ、レンジャーズ勝利予想が30人に対してダイヤモンドバックス勝利予想が28人とほぼ互角の結果となった。同様の企画は他の媒体でも行われ、FOXスポーツでは4人の予想がふたりずつに分かれた。だがそれ以外ではレンジャーズ支持が多く、ESPNでは12人中9人、CBSスポーツでは6人中4人、NBCスポーツでは7人中5人、『USAトゥデイ』では5人中4人、『ジ・アスレチック』では30人中19人がレンジャーズの勝利を予想した。

## 試合結果
2023年のワールドシリーズは10月27日に開幕し、途中に移動日を挟んで6日間で5試合が行われた。日程・結果は以下の通り。
| 日付                                                        | 試合  | ビジター球団（先攻）           | スコア | ホーム球団（後攻）             | 開催球場                   | 開催球場                                             |
| ----------------------------------------------------------- | ----- | ------------------------------ | ------ | ------------------------------ | -------------------------- | ---------------------------------------------------- |
| 10月27日（金）                                              | 第1戦 | アリゾナ・ダイヤモンドバックス | 5－6x  | テキサス・レンジャーズ         | グローブライフ・フィールド | グローブライフ・ · フィールドチェイス・ · フィールド |
| 10月28日（土）                                              | 第2戦 | アリゾナ・ダイヤモンドバックス | 9－1   | テキサス・レンジャーズ         | グローブライフ・フィールド | グローブライフ・ · フィールドチェイス・ · フィールド |
| 10月29日（日）                                              |       | 移動日                         | 移動日 | 移動日                         |                            | グローブライフ・ · フィールドチェイス・ · フィールド |
| 10月30日（月）                                              | 第3戦 | テキサス・レンジャーズ         | 3－1   | アリゾナ・ダイヤモンドバックス | チェイス・フィールド       | グローブライフ・ · フィールドチェイス・ · フィールド |
| 10月31日（火）                                              | 第4戦 | テキサス・レンジャーズ         | 11－7  | アリゾナ・ダイヤモンドバックス | チェイス・フィールド       | グローブライフ・ · フィールドチェイス・ · フィールド |
| 11月01日（水）                                              | 第5戦 | テキサス・レンジャーズ         | 5－0   | アリゾナ・ダイヤモンドバックス | チェイス・フィールド       | グローブライフ・ · フィールドチェイス・ · フィールド |
| 優勝：テキサス・レンジャーズ（4勝1敗 / 球団創設63年目で初） |       |                                |        |                                |                            | グローブライフ・ · フィールドチェイス・ · フィールド |

### 第1戦 10月27日
- グローブライフ・フィールド（テキサス州アーリントン）

|                                | 1 | 2 | 3 | 4 | 5 | 6 | 7 | 8 | 9 | 10 | 11 | R | H | E |
| ------------------------------ | - | - | - | - | - | - | - | - | - | -- | -- | - | - | - |
| アリゾナ・ダイヤモンドバックス | 0 | 0 | 3 | 1 | 1 | 0 | 0 | 0 | 0 | 0  | 0  | 5 | 8 | 0 |
| テキサス・レンジャーズ         | 2 | 0 | 1 | 0 | 0 | 0 | 0 | 0 | 2 | 0  | 1x | 6 | 9 | 0 |

1. 勝利：ホセ・ルクラーク（1勝）
2. 敗戦：ミゲル・カストロ（1敗）
3. 本塁打
ARI：トミー・ファム1号ソロ
TEX：コーリー・シーガー1号2ラン、アドリス・ガルシア1号ソロ
4. 審判
［球審］D.J.レイバーン
［塁審］一塁: アルフォンソ・マルケス、二塁: デビッド・ラックリー、三塁: ブライアン・ナイト
［外審］左翼: ビック・カラパッツァ、右翼: ビル・ミラー
5. 試合開始時刻: 中部夏時間（UTC-5）午後7時7分  試合時間: 4時間2分  観客: 4万2472人  気温: 73°F（22.8°C）
詳細: MLB.com Gameday / ESPN.com / Baseball-Reference.com / FanGraphs

| アリゾナ・ダイヤモンドバックス | アリゾナ・ダイヤモンドバックス | アリゾナ・ダイヤモンドバックス | アリゾナ・ダイヤモンドバックス | アリゾナ・ダイヤモンドバックス                                                                                | テキサス・レンジャーズ | テキサス・レンジャーズ | テキサス・レンジャーズ | テキサス・レンジャーズ | テキサス・レンジャーズ                                                                                   |
| ------------------------------ | ------------------------------ | ------------------------------ | ------------------------------ | --- | ---------------------- | ---------------------- | ---------------------- | ---------------------- | --- |
| 打順                           | 守備                           | 選手                           | 打席                           | Z・ガレンG・モレノC・ウォーカーK・マルテE・ロンゴリアG・ペルドモL・グリエルJr.A・トーマスC・キャロルT・ファム | 打順                   | 守備                   | 選手                   | 打席                   | N・イオバルディJ・ハイムN・ロウM・セミエンJ・ヤンC・シーガーE・カーターL・タベラスA・ガルシアM・ガーバー |
| 1                              | 右                             | C・キャロル                    | 左                             | Z・ガレンG・モレノC・ウォーカーK・マルテE・ロンゴリアG・ペルドモL・グリエルJr.A・トーマスC・キャロルT・ファム | 1                      | 二                     | M・セミエン            | 右                     | N・イオバルディJ・ハイムN・ロウM・セミエンJ・ヤンC・シーガーE・カーターL・タベラスA・ガルシアM・ガーバー |
| 2                              | 二                             | K・マルテ                      | 両                             | Z・ガレンG・モレノC・ウォーカーK・マルテE・ロンゴリアG・ペルドモL・グリエルJr.A・トーマスC・キャロルT・ファム | 2                      | 遊                     | C・シーガー            | 左                     | N・イオバルディJ・ハイムN・ロウM・セミエンJ・ヤンC・シーガーE・カーターL・タベラスA・ガルシアM・ガーバー |
| 3                              | 捕                             | G・モレノ                      | 右                             | Z・ガレンG・モレノC・ウォーカーK・マルテE・ロンゴリアG・ペルドモL・グリエルJr.A・トーマスC・キャロルT・ファム | 3                      | 左                     | E・カーター            | 左                     | N・イオバルディJ・ハイムN・ロウM・セミエンJ・ヤンC・シーガーE・カーターL・タベラスA・ガルシアM・ガーバー |
| 4                              | 一                             | C・ウォーカー                  | 右                             | Z・ガレンG・モレノC・ウォーカーK・マルテE・ロンゴリアG・ペルドモL・グリエルJr.A・トーマスC・キャロルT・ファム | 4                      | 右                     | A・ガルシア            | 右                     | N・イオバルディJ・ハイムN・ロウM・セミエンJ・ヤンC・シーガーE・カーターL・タベラスA・ガルシアM・ガーバー |
| 5                              | DH                             | T・ファム                      | 右                             | Z・ガレンG・モレノC・ウォーカーK・マルテE・ロンゴリアG・ペルドモL・グリエルJr.A・トーマスC・キャロルT・ファム | 5                      | DH                     | M・ガーバー            | 右                     | N・イオバルディJ・ハイムN・ロウM・セミエンJ・ヤンC・シーガーE・カーターL・タベラスA・ガルシアM・ガーバー |
| 6                              | 左                             | L・グリエルJr.                 | 右                             | Z・ガレンG・モレノC・ウォーカーK・マルテE・ロンゴリアG・ペルドモL・グリエルJr.A・トーマスC・キャロルT・ファム | 6                      | 捕                     | J・ハイム              | 両                     | N・イオバルディJ・ハイムN・ロウM・セミエンJ・ヤンC・シーガーE・カーターL・タベラスA・ガルシアM・ガーバー |
| 7                              | 中                             | A・トーマス                    | 左                             | Z・ガレンG・モレノC・ウォーカーK・マルテE・ロンゴリアG・ペルドモL・グリエルJr.A・トーマスC・キャロルT・ファム | 7                      | 一                     | N・ロウ                | 左                     | N・イオバルディJ・ハイムN・ロウM・セミエンJ・ヤンC・シーガーE・カーターL・タベラスA・ガルシアM・ガーバー |
| 8                              | 三                             | E・ロンゴリア                  | 右                             | Z・ガレンG・モレノC・ウォーカーK・マルテE・ロンゴリアG・ペルドモL・グリエルJr.A・トーマスC・キャロルT・ファム | 8                      | 三                     | J・ヤン                | 右                     | N・イオバルディJ・ハイムN・ロウM・セミエンJ・ヤンC・シーガーE・カーターL・タベラスA・ガルシアM・ガーバー |
| 9                              | 遊                             | G・ペルドモ                    | 両                             | Z・ガレンG・モレノC・ウォーカーK・マルテE・ロンゴリアG・ペルドモL・グリエルJr.A・トーマスC・キャロルT・ファム | 9                      | 中                     | L・タベラス            | 両                     | N・イオバルディJ・ハイムN・ロウM・セミエンJ・ヤンC・シーガーE・カーターL・タベラスA・ガルシアM・ガーバー |
| 先発投手                       | 先発投手                       | 先発投手                       | 投球                           | Z・ガレンG・モレノC・ウォーカーK・マルテE・ロンゴリアG・ペルドモL・グリエルJr.A・トーマスC・キャロルT・ファム | 先発投手               | 先発投手               | 先発投手               | 投球                   | N・イオバルディJ・ハイムN・ロウM・セミエンJ・ヤンC・シーガーE・カーターL・タベラスA・ガルシアM・ガーバー |
| Z・ガレン                      | Z・ガレン                      | Z・ガレン                      | 右                             | Z・ガレンG・モレノC・ウォーカーK・マルテE・ロンゴリアG・ペルドモL・グリエルJr.A・トーマスC・キャロルT・ファム | N・イオバルディ        | N・イオバルディ        | N・イオバルディ        | 右                     | N・イオバルディJ・ハイムN・ロウM・セミエンJ・ヤンC・シーガーE・カーターL・タベラスA・ガルシアM・ガーバー |

### 第2戦 10月28日
- グローブライフ・フィールド（テキサス州アーリントン）

|                                | 1 | 2 | 3 | 4 | 5 | 6 | 7 | 8 | 9 | R | H  | E |
| ------------------------------ | - | - | - | - | - | - | - | - | - | - | -- | - |
| アリゾナ・ダイヤモンドバックス | 0 | 0 | 0 | 2 | 0 | 0 | 2 | 3 | 2 | 9 | 16 | 0 |
| テキサス・レンジャーズ         | 0 | 0 | 0 | 0 | 1 | 0 | 0 | 0 | 0 | 1 | 4  | 0 |

1. 勝利：メリル・ケリー（1勝）
2. 敗戦：ジョーダン・モンゴメリー（1敗）
3. 本塁打
ARI：ガブリエル・モレノ1号ソロ
TEX：ミッチ・ガーバー1号ソロ
4. 審判
［球審］クイン・ウォルコット
［塁審］一塁: デビッド・ラックリー、二塁: ブライアン・ナイト、三塁: ビック・カラパッツァ
［外審］左翼: ビル・ミラー、右翼: D.J.レイバーン
5. 試合開始時刻: 中部夏時間（UTC-5）午後7時5分  試合時間: 2時間59分  観客: 4万2500人  気温: 74°F（23.3°C）
詳細: MLB.com Gameday / ESPN.com / Baseball-Reference.com Baseball-Reference.com / FanGraphs

| アリゾナ・ダイヤモンドバックス | アリゾナ・ダイヤモンドバックス | アリゾナ・ダイヤモンドバックス | アリゾナ・ダイヤモンドバックス | アリゾナ・ダイヤモンドバックス                                                                                | テキサス・レンジャーズ | テキサス・レンジャーズ | テキサス・レンジャーズ | テキサス・レンジャーズ | テキサス・レンジャーズ                                                                                   |
| ------------------------------ | ------------------------------ | ------------------------------ | ------------------------------ | --- | ---------------------- | ---------------------- | ---------------------- | ---------------------- | --- |
| 打順                           | 守備                           | 選手                           | 打席                           | M・ケリーG・モレノC・ウォーカーK・マルテE・ロンゴリアG・ペルドモL・グリエルJr.A・トーマスC・キャロルT・ファム | 打順                   | 守備                   | 選手                   | 打席                   | J・モンゴメリーJ・ハイムN・ロウM・セミエンJ・ヤンC・シーガーE・カーターL・タベラスA・ガルシアM・ガーバー |
| 1                              | 二                             | K・マルテ                      | 両                             | M・ケリーG・モレノC・ウォーカーK・マルテE・ロンゴリアG・ペルドモL・グリエルJr.A・トーマスC・キャロルT・ファム | 1                      | 二                     | M・セミエン            | 右                     | J・モンゴメリーJ・ハイムN・ロウM・セミエンJ・ヤンC・シーガーE・カーターL・タベラスA・ガルシアM・ガーバー |
| 2                              | 右                             | C・キャロル                    | 左                             | M・ケリーG・モレノC・ウォーカーK・マルテE・ロンゴリアG・ペルドモL・グリエルJr.A・トーマスC・キャロルT・ファム | 2                      | 遊                     | C・シーガー            | 左                     | J・モンゴメリーJ・ハイムN・ロウM・セミエンJ・ヤンC・シーガーE・カーターL・タベラスA・ガルシアM・ガーバー |
| 3                              | 捕                             | G・モレノ                      | 右                             | M・ケリーG・モレノC・ウォーカーK・マルテE・ロンゴリアG・ペルドモL・グリエルJr.A・トーマスC・キャロルT・ファム | 3                      | 左                     | E・カーター            | 左                     | J・モンゴメリーJ・ハイムN・ロウM・セミエンJ・ヤンC・シーガーE・カーターL・タベラスA・ガルシアM・ガーバー |
| 4                              | 一                             | C・ウォーカー                  | 右                             | M・ケリーG・モレノC・ウォーカーK・マルテE・ロンゴリアG・ペルドモL・グリエルJr.A・トーマスC・キャロルT・ファム | 4                      | 右                     | A・ガルシア            | 右                     | J・モンゴメリーJ・ハイムN・ロウM・セミエンJ・ヤンC・シーガーE・カーターL・タベラスA・ガルシアM・ガーバー |
| 5                              | DH                             | T・ファム                      | 右                             | M・ケリーG・モレノC・ウォーカーK・マルテE・ロンゴリアG・ペルドモL・グリエルJr.A・トーマスC・キャロルT・ファム | 5                      | DH                     | M・ガーバー            | 右                     | J・モンゴメリーJ・ハイムN・ロウM・セミエンJ・ヤンC・シーガーE・カーターL・タベラスA・ガルシアM・ガーバー |
| 6                              | 左                             | L・グリエルJr.                 | 右                             | M・ケリーG・モレノC・ウォーカーK・マルテE・ロンゴリアG・ペルドモL・グリエルJr.A・トーマスC・キャロルT・ファム | 6                      | 捕                     | J・ハイム              | 両                     | J・モンゴメリーJ・ハイムN・ロウM・セミエンJ・ヤンC・シーガーE・カーターL・タベラスA・ガルシアM・ガーバー |
| 7                              | 中                             | A・トーマス                    | 左                             | M・ケリーG・モレノC・ウォーカーK・マルテE・ロンゴリアG・ペルドモL・グリエルJr.A・トーマスC・キャロルT・ファム | 7                      | 一                     | N・ロウ                | 左                     | J・モンゴメリーJ・ハイムN・ロウM・セミエンJ・ヤンC・シーガーE・カーターL・タベラスA・ガルシアM・ガーバー |
| 8                              | 三                             | E・ロンゴリア                  | 右                             | M・ケリーG・モレノC・ウォーカーK・マルテE・ロンゴリアG・ペルドモL・グリエルJr.A・トーマスC・キャロルT・ファム | 8                      | 三                     | J・ヤン                | 右                     | J・モンゴメリーJ・ハイムN・ロウM・セミエンJ・ヤンC・シーガーE・カーターL・タベラスA・ガルシアM・ガーバー |
| 9                              | 遊                             | G・ペルドモ                    | 両                             | M・ケリーG・モレノC・ウォーカーK・マルテE・ロンゴリアG・ペルドモL・グリエルJr.A・トーマスC・キャロルT・ファム | 9                      | 中                     | L・タベラス            | 両                     | J・モンゴメリーJ・ハイムN・ロウM・セミエンJ・ヤンC・シーガーE・カーターL・タベラスA・ガルシアM・ガーバー |
| 先発投手                       | 先発投手                       | 先発投手                       | 投球                           | M・ケリーG・モレノC・ウォーカーK・マルテE・ロンゴリアG・ペルドモL・グリエルJr.A・トーマスC・キャロルT・ファム | 先発投手               | 先発投手               | 先発投手               | 投球                   | J・モンゴメリーJ・ハイムN・ロウM・セミエンJ・ヤンC・シーガーE・カーターL・タベラスA・ガルシアM・ガーバー |
| M・ケリー                      | M・ケリー                      | M・ケリー                      | 右                             | M・ケリーG・モレノC・ウォーカーK・マルテE・ロンゴリアG・ペルドモL・グリエルJr.A・トーマスC・キャロルT・ファム | J・モンゴメリー        | J・モンゴメリー        | J・モンゴメリー        | 左                     | J・モンゴメリーJ・ハイムN・ロウM・セミエンJ・ヤンC・シーガーE・カーターL・タベラスA・ガルシアM・ガーバー |

### 第3戦 10月30日
- チェイス・フィールド（アリゾナ州フェニックス）

|                                | 1 | 2 | 3 | 4 | 5 | 6 | 7 | 8 | 9 | R | H | E |
| ------------------------------ | - | - | - | - | - | - | - | - | - | - | - | - |
| テキサス・レンジャーズ         | 0 | 0 | 3 | 0 | 0 | 0 | 0 | 0 | 0 | 3 | 5 | 0 |
| アリゾナ・ダイヤモンドバックス | 0 | 0 | 0 | 0 | 0 | 0 | 0 | 1 | 0 | 1 | 6 | 0 |

1. 勝利：ジョン・グレイ（1勝）
2. セーブ：ホセ・ルクラーク（1勝1S）
3. 敗戦：ブランドン・ファート（1敗）
4. 本塁打
TEX：コーリー・シーガー2号2ラン
5. 審判
［球審］アルフォンソ・マルケス
［塁審］一塁: ブライアン・ナイト、二塁: ビック・カラパッツァ、三塁: ビル・ミラー
［外審］左翼: D.J.レイバーン、右翼: クイン・ウォルコット
6. 試合開始時刻: 山岳部標準時（UTC-7）午後5時3分  試合時間: 2時間51分  観客: 4万8517人  気温: 78°F（25.6°C）
詳細: MLB.com Gameday / ESPN.com / Baseball-Reference.com / FanGraphs

| テキサス・レンジャーズ | テキサス・レンジャーズ | テキサス・レンジャーズ | テキサス・レンジャーズ | テキサス・レンジャーズ                                                                                 | アリゾナ・ダイヤモンドバックス | アリゾナ・ダイヤモンドバックス | アリゾナ・ダイヤモンドバックス | アリゾナ・ダイヤモンドバックス | アリゾナ・ダイヤモンドバックス                                                                                  |
| ---------------------- | ---------------------- | ---------------------- | ---------------------- | --- | ------------------------------ | ------------------------------ | ------------------------------ | ------------------------------ | --- |
| 打順                   | 守備                   | 選手                   | 打席                   | M・シャーザーJ・ハイムN・ロウM・セミエンJ・ヤンC・シーガーE・カーターL・タベラスA・ガルシアM・ガーバー | 打順                           | 守備                           | 選手                           | 打席                           | B・ファートG・モレノC・ウォーカーK・マルテE・ロンゴリアG・ペルドモL・グリエルJr.A・トーマスC・キャロルT・ファム |
| 1                      | 二                     | M・セミエン            | 右                     | M・シャーザーJ・ハイムN・ロウM・セミエンJ・ヤンC・シーガーE・カーターL・タベラスA・ガルシアM・ガーバー | 1                              | 右                             | C・キャロル                    | 左                             | B・ファートG・モレノC・ウォーカーK・マルテE・ロンゴリアG・ペルドモL・グリエルJr.A・トーマスC・キャロルT・ファム |
| 2                      | 遊                     | C・シーガー            | 左                     | M・シャーザーJ・ハイムN・ロウM・セミエンJ・ヤンC・シーガーE・カーターL・タベラスA・ガルシアM・ガーバー | 2                              | 二                             | K・マルテ                      | 両                             | B・ファートG・モレノC・ウォーカーK・マルテE・ロンゴリアG・ペルドモL・グリエルJr.A・トーマスC・キャロルT・ファム |
| 3                      | 右                     | A・ガルシア            | 右                     | M・シャーザーJ・ハイムN・ロウM・セミエンJ・ヤンC・シーガーE・カーターL・タベラスA・ガルシアM・ガーバー | 3                              | 捕                             | G・モレノ                      | 右                             | B・ファートG・モレノC・ウォーカーK・マルテE・ロンゴリアG・ペルドモL・グリエルJr.A・トーマスC・キャロルT・ファム |
| 4                      | 左                     | E・カーター            | 左                     | M・シャーザーJ・ハイムN・ロウM・セミエンJ・ヤンC・シーガーE・カーターL・タベラスA・ガルシアM・ガーバー | 4                              | 一                             | C・ウォーカー                  | 右                             | B・ファートG・モレノC・ウォーカーK・マルテE・ロンゴリアG・ペルドモL・グリエルJr.A・トーマスC・キャロルT・ファム |
| 5                      | DH                     | M・ガーバー            | 右                     | M・シャーザーJ・ハイムN・ロウM・セミエンJ・ヤンC・シーガーE・カーターL・タベラスA・ガルシアM・ガーバー | 5                              | DH                             | T・ファム                      | 右                             | B・ファートG・モレノC・ウォーカーK・マルテE・ロンゴリアG・ペルドモL・グリエルJr.A・トーマスC・キャロルT・ファム |
| 6                      | 捕                     | J・ハイム              | 両                     | M・シャーザーJ・ハイムN・ロウM・セミエンJ・ヤンC・シーガーE・カーターL・タベラスA・ガルシアM・ガーバー | 6                              | 左                             | L・グリエルJr.                 | 右                             | B・ファートG・モレノC・ウォーカーK・マルテE・ロンゴリアG・ペルドモL・グリエルJr.A・トーマスC・キャロルT・ファム |
| 7                      | 一                     | N・ロウ                | 左                     | M・シャーザーJ・ハイムN・ロウM・セミエンJ・ヤンC・シーガーE・カーターL・タベラスA・ガルシアM・ガーバー | 7                              | 中                             | A・トーマス                    | 左                             | B・ファートG・モレノC・ウォーカーK・マルテE・ロンゴリアG・ペルドモL・グリエルJr.A・トーマスC・キャロルT・ファム |
| 8                      | 三                     | J・ヤン                | 右                     | M・シャーザーJ・ハイムN・ロウM・セミエンJ・ヤンC・シーガーE・カーターL・タベラスA・ガルシアM・ガーバー | 8                              | 三                             | E・ロンゴリア                  | 右                             | B・ファートG・モレノC・ウォーカーK・マルテE・ロンゴリアG・ペルドモL・グリエルJr.A・トーマスC・キャロルT・ファム |
| 9                      | 中                     | L・タベラス            | 両                     | M・シャーザーJ・ハイムN・ロウM・セミエンJ・ヤンC・シーガーE・カーターL・タベラスA・ガルシアM・ガーバー | 9                              | 遊                             | G・ペルドモ                    | 両                             | B・ファートG・モレノC・ウォーカーK・マルテE・ロンゴリアG・ペルドモL・グリエルJr.A・トーマスC・キャロルT・ファム |
| 先発投手               | 先発投手               | 先発投手               | 投球                   | M・シャーザーJ・ハイムN・ロウM・セミエンJ・ヤンC・シーガーE・カーターL・タベラスA・ガルシアM・ガーバー | 先発投手                       | 先発投手                       | 先発投手                       | 投球                           | B・ファートG・モレノC・ウォーカーK・マルテE・ロンゴリアG・ペルドモL・グリエルJr.A・トーマスC・キャロルT・ファム |
| M・シャーザー          | M・シャーザー          | M・シャーザー          | 右                     | M・シャーザーJ・ハイムN・ロウM・セミエンJ・ヤンC・シーガーE・カーターL・タベラスA・ガルシアM・ガーバー | B・ファート                    | B・ファート                    | B・ファート                    | 右                             | B・ファートG・モレノC・ウォーカーK・マルテE・ロンゴリアG・ペルドモL・グリエルJr.A・トーマスC・キャロルT・ファム |

### 第4戦 10月31日
- チェイス・フィールド（アリゾナ州フェニックス）

|                                | 1 | 2 | 3 | 4 | 5 | 6 | 7 | 8 | 9 | R  | H  | E |
| ------------------------------ | - | - | - | - | - | - | - | - | - | -- | -- | - |
| テキサス・レンジャーズ         | 0 | 5 | 5 | 0 | 0 | 0 | 0 | 1 | 0 | 11 | 11 | 0 |
| アリゾナ・ダイヤモンドバックス | 0 | 0 | 0 | 1 | 0 | 0 | 0 | 4 | 2 | 7  | 12 | 1 |

1. 勝利：アンドリュー・ヒーニー（1勝）
2. 敗戦：ジョー・マンティプリー（1敗）
3. 本塁打
TEX：コーリー・シーガー3号2ラン、マーカス・セミエン1号3ラン、ジョナ・ハイム1号ソロ
ARI：ルルデス・グリエル・ジュニア1号3ラン
4. 審判
［球審］デビッド・ラックリー
［塁審］一塁: ビック・カラパッツァ、二塁: ビル・ミラー、三塁: D.J.レイバーン
［外審］左翼: クイン・ウォルコット、右翼: アルフォンソ・マルケス
5. 試合開始時刻: 山岳部標準時（UTC-7）午後5時4分  試合時間: 3時間18分  観客: 4万8388人  気温: 78°F（25.6°C）
詳細: MLB.com Gameday / ESPN.com / Baseball-Reference.com / FanGraphs

| テキサス・レンジャーズ | テキサス・レンジャーズ | テキサス・レンジャーズ | テキサス・レンジャーズ | テキサス・レンジャーズ                                                                                          | アリゾナ・ダイヤモンドバックス | アリゾナ・ダイヤモンドバックス | アリゾナ・ダイヤモンドバックス | アリゾナ・ダイヤモンドバックス | アリゾナ・ダイヤモンドバックス                                                                                    |
| ---------------------- | ---------------------- | ---------------------- | ---------------------- | --- | ------------------------------ | ------------------------------ | ------------------------------ | ------------------------------ | --- |
| 打順                   | 守備                   | 選手                   | 打席                   | A・ヒーニーJ・ハイムN・ロウM・セミエンJ・ヤンC・シーガーE・カーターL・タベラスT・ジャン · コウスキーM・ガーバー | 打順                           | 守備                           | 選手                           | 打席                           | J・マンティプリーG・モレノC・ウォーカーK・マルテE・リベラG・ペルドモL・グリエルJr.A・トーマスC・キャロルT・ファム |
| 1                      | 二                     | M・セミエン            | 右                     | A・ヒーニーJ・ハイムN・ロウM・セミエンJ・ヤンC・シーガーE・カーターL・タベラスT・ジャン · コウスキーM・ガーバー | 1                              | 二                             | K・マルテ                      | 両                             | J・マンティプリーG・モレノC・ウォーカーK・マルテE・リベラG・ペルドモL・グリエルJr.A・トーマスC・キャロルT・ファム |
| 2                      | 遊                     | C・シーガー            | 左                     | A・ヒーニーJ・ハイムN・ロウM・セミエンJ・ヤンC・シーガーE・カーターL・タベラスT・ジャン · コウスキーM・ガーバー | 2                              | 右                             | C・キャロル                    | 左                             | J・マンティプリーG・モレノC・ウォーカーK・マルテE・リベラG・ペルドモL・グリエルJr.A・トーマスC・キャロルT・ファム |
| 3                      | DH                     | M・ガーバー            | 右                     | A・ヒーニーJ・ハイムN・ロウM・セミエンJ・ヤンC・シーガーE・カーターL・タベラスT・ジャン · コウスキーM・ガーバー | 3                              | 捕                             | G・モレノ                      | 右                             | J・マンティプリーG・モレノC・ウォーカーK・マルテE・リベラG・ペルドモL・グリエルJr.A・トーマスC・キャロルT・ファム |
| 4                      | 左                     | E・カーター            | 左                     | A・ヒーニーJ・ハイムN・ロウM・セミエンJ・ヤンC・シーガーE・カーターL・タベラスT・ジャン · コウスキーM・ガーバー | 4                              | 一                             | C・ウォーカー                  | 右                             | J・マンティプリーG・モレノC・ウォーカーK・マルテE・リベラG・ペルドモL・グリエルJr.A・トーマスC・キャロルT・ファム |
| 5                      | 三                     | J・ヤン                | 右                     | A・ヒーニーJ・ハイムN・ロウM・セミエンJ・ヤンC・シーガーE・カーターL・タベラスT・ジャン · コウスキーM・ガーバー | 5                              | DH                             | T・ファム                      | 右                             | J・マンティプリーG・モレノC・ウォーカーK・マルテE・リベラG・ペルドモL・グリエルJr.A・トーマスC・キャロルT・ファム |
| 6                      | 一                     | N・ロウ                | 左                     | A・ヒーニーJ・ハイムN・ロウM・セミエンJ・ヤンC・シーガーE・カーターL・タベラスT・ジャン · コウスキーM・ガーバー | 6                              | 左                             | L・グリエルJr.                 | 右                             | J・マンティプリーG・モレノC・ウォーカーK・マルテE・リベラG・ペルドモL・グリエルJr.A・トーマスC・キャロルT・ファム |
| 7                      | 捕                     | J・ハイム              | 両                     | A・ヒーニーJ・ハイムN・ロウM・セミエンJ・ヤンC・シーガーE・カーターL・タベラスT・ジャン · コウスキーM・ガーバー | 7                              | 中                             | A・トーマス                    | 左                             | J・マンティプリーG・モレノC・ウォーカーK・マルテE・リベラG・ペルドモL・グリエルJr.A・トーマスC・キャロルT・ファム |
| 8                      | 中                     | L・タベラス            | 両                     | A・ヒーニーJ・ハイムN・ロウM・セミエンJ・ヤンC・シーガーE・カーターL・タベラスT・ジャン · コウスキーM・ガーバー | 8                              | 三                             | E・リベラ                      | 右                             | J・マンティプリーG・モレノC・ウォーカーK・マルテE・リベラG・ペルドモL・グリエルJr.A・トーマスC・キャロルT・ファム |
| 9                      | 右                     | T・ジャンコウスキー    | 左                     | A・ヒーニーJ・ハイムN・ロウM・セミエンJ・ヤンC・シーガーE・カーターL・タベラスT・ジャン · コウスキーM・ガーバー | 9                              | 遊                             | G・ペルドモ                    | 両                             | J・マンティプリーG・モレノC・ウォーカーK・マルテE・リベラG・ペルドモL・グリエルJr.A・トーマスC・キャロルT・ファム |
| 先発投手               | 先発投手               | 先発投手               | 投球                   | A・ヒーニーJ・ハイムN・ロウM・セミエンJ・ヤンC・シーガーE・カーターL・タベラスT・ジャン · コウスキーM・ガーバー | 先発投手                       | 先発投手                       | 先発投手                       | 投球                           | J・マンティプリーG・モレノC・ウォーカーK・マルテE・リベラG・ペルドモL・グリエルJr.A・トーマスC・キャロルT・ファム |
| A・ヒーニー            | A・ヒーニー            | A・ヒーニー            | 左                     | A・ヒーニーJ・ハイムN・ロウM・セミエンJ・ヤンC・シーガーE・カーターL・タベラスT・ジャン · コウスキーM・ガーバー | J・マンティプリー              | J・マンティプリー              | J・マンティプリー              | 左                             | J・マンティプリーG・モレノC・ウォーカーK・マルテE・リベラG・ペルドモL・グリエルJr.A・トーマスC・キャロルT・ファム |

### 第5戦 11月1日
- チェイス・フィールド（アリゾナ州フェニックス）

|                                | 1 | 2 | 3 | 4 | 5 | 6 | 7 | 8 | 9 | R | H | E |
| ------------------------------ | - | - | - | - | - | - | - | - | - | - | - | - |
| テキサス・レンジャーズ         | 0 | 0 | 0 | 0 | 0 | 0 | 1 | 0 | 4 | 5 | 9 | 0 |
| アリゾナ・ダイヤモンドバックス | 0 | 0 | 0 | 0 | 0 | 0 | 0 | 0 | 0 | 0 | 5 | 1 |

1. 勝利：ネイサン・イオバルディ（1勝）
2. セーブ：ジョシュ・スボーツ（1S）
3. 敗戦：ザック・ガレン（1敗）
4. 本塁打
TEX：マーカス・セミエン2号2ラン
5. 審判
［球審］ブライアン・ナイト
［塁審］一塁: ビル・ミラー、二塁: D.J.レイバーン、三塁: クイン・ウォルコット
［外審］左翼: アルフォンソ・マルケス、右翼: デビッド・ラックリー
6. 試合開始時刻: 山岳部標準時（UTC-7）午後5時6分  試合時間: 2時間54分  観客: 4万8511人  気温: 79°F（26.1°C）
詳細: MLB.com Gameday / ESPN.com / Baseball-Reference.com / FanGraphs

| テキサス・レンジャーズ | テキサス・レンジャーズ | テキサス・レンジャーズ | テキサス・レンジャーズ | テキサス・レンジャーズ                                                                                              | アリゾナ・ダイヤモンドバックス | アリゾナ・ダイヤモンドバックス | アリゾナ・ダイヤモンドバックス | アリゾナ・ダイヤモンドバックス | アリゾナ・ダイヤモンドバックス                                                                                |
| ---------------------- | ---------------------- | ---------------------- | ---------------------- | --- | ------------------------------ | ------------------------------ | ------------------------------ | ------------------------------ | --- |
| 打順                   | 守備                   | 選手                   | 打席                   | N・イオバルディJ・ハイムN・ロウM・セミエンJ・ヤンC・シーガーE・カーターL・タベラスT・ジャン · コウスキーM・ガーバー | 打順                           | 守備                           | 選手                           | 打席                           | Z・ガレンG・モレノC・ウォーカーK・マルテE・ロンゴリアG・ペルドモL・グリエルJr.A・トーマスC・キャロルT・ファム |
| 1                      | 二                     | M・セミエン            | 右                     | N・イオバルディJ・ハイムN・ロウM・セミエンJ・ヤンC・シーガーE・カーターL・タベラスT・ジャン · コウスキーM・ガーバー | 1                              | 右                             | C・キャロル                    | 左                             | Z・ガレンG・モレノC・ウォーカーK・マルテE・ロンゴリアG・ペルドモL・グリエルJr.A・トーマスC・キャロルT・ファム |
| 2                      | 遊                     | C・シーガー            | 左                     | N・イオバルディJ・ハイムN・ロウM・セミエンJ・ヤンC・シーガーE・カーターL・タベラスT・ジャン · コウスキーM・ガーバー | 2                              | 二                             | K・マルテ                      | 両                             | Z・ガレンG・モレノC・ウォーカーK・マルテE・ロンゴリアG・ペルドモL・グリエルJr.A・トーマスC・キャロルT・ファム |
| 3                      | 左                     | E・カーター            | 左                     | N・イオバルディJ・ハイムN・ロウM・セミエンJ・ヤンC・シーガーE・カーターL・タベラスT・ジャン · コウスキーM・ガーバー | 3                              | 捕                             | G・モレノ                      | 右                             | Z・ガレンG・モレノC・ウォーカーK・マルテE・ロンゴリアG・ペルドモL・グリエルJr.A・トーマスC・キャロルT・ファム |
| 4                      | DH                     | M・ガーバー            | 右                     | N・イオバルディJ・ハイムN・ロウM・セミエンJ・ヤンC・シーガーE・カーターL・タベラスT・ジャン · コウスキーM・ガーバー | 4                              | 一                             | C・ウォーカー                  | 右                             | Z・ガレンG・モレノC・ウォーカーK・マルテE・ロンゴリアG・ペルドモL・グリエルJr.A・トーマスC・キャロルT・ファム |
| 5                      | 三                     | J・ヤン                | 右                     | N・イオバルディJ・ハイムN・ロウM・セミエンJ・ヤンC・シーガーE・カーターL・タベラスT・ジャン · コウスキーM・ガーバー | 5                              | DH                             | T・ファム                      | 右                             | Z・ガレンG・モレノC・ウォーカーK・マルテE・ロンゴリアG・ペルドモL・グリエルJr.A・トーマスC・キャロルT・ファム |
| 6                      | 一                     | N・ロウ                | 左                     | N・イオバルディJ・ハイムN・ロウM・セミエンJ・ヤンC・シーガーE・カーターL・タベラスT・ジャン · コウスキーM・ガーバー | 6                              | 左                             | L・グリエルJr.                 | 右                             | Z・ガレンG・モレノC・ウォーカーK・マルテE・ロンゴリアG・ペルドモL・グリエルJr.A・トーマスC・キャロルT・ファム |
| 7                      | 捕                     | J・ハイム              | 両                     | N・イオバルディJ・ハイムN・ロウM・セミエンJ・ヤンC・シーガーE・カーターL・タベラスT・ジャン · コウスキーM・ガーバー | 7                              | 中                             | A・トーマス                    | 左                             | Z・ガレンG・モレノC・ウォーカーK・マルテE・ロンゴリアG・ペルドモL・グリエルJr.A・トーマスC・キャロルT・ファム |
| 8                      | 中                     | L・タベラス            | 両                     | N・イオバルディJ・ハイムN・ロウM・セミエンJ・ヤンC・シーガーE・カーターL・タベラスT・ジャン · コウスキーM・ガーバー | 8                              | 三                             | E・ロンゴリア                  | 右                             | Z・ガレンG・モレノC・ウォーカーK・マルテE・ロンゴリアG・ペルドモL・グリエルJr.A・トーマスC・キャロルT・ファム |
| 9                      | 右                     | T・ジャンコウスキー    | 左                     | N・イオバルディJ・ハイムN・ロウM・セミエンJ・ヤンC・シーガーE・カーターL・タベラスT・ジャン · コウスキーM・ガーバー | 9                              | 遊                             | G・ペルドモ                    | 両                             | Z・ガレンG・モレノC・ウォーカーK・マルテE・ロンゴリアG・ペルドモL・グリエルJr.A・トーマスC・キャロルT・ファム |
| 先発投手               | 先発投手               | 先発投手               | 投球                   | N・イオバルディJ・ハイムN・ロウM・セミエンJ・ヤンC・シーガーE・カーターL・タベラスT・ジャン · コウスキーM・ガーバー | 先発投手                       | 先発投手                       | 先発投手                       | 投球                           | Z・ガレンG・モレノC・ウォーカーK・マルテE・ロンゴリアG・ペルドモL・グリエルJr.A・トーマスC・キャロルT・ファム |
| N・イオバルディ        | N・イオバルディ        | N・イオバルディ        | 右                     | N・イオバルディJ・ハイムN・ロウM・セミエンJ・ヤンC・シーガーE・カーターL・タベラスT・ジャン · コウスキーM・ガーバー | Z・ガレン                      | Z・ガレン                      | Z・ガレン                      | 右                             | Z・ガレンG・モレノC・ウォーカーK・マルテE・ロンゴリアG・ペルドモL・グリエルJr.A・トーマスC・キャロルT・ファム |

## セレモニー

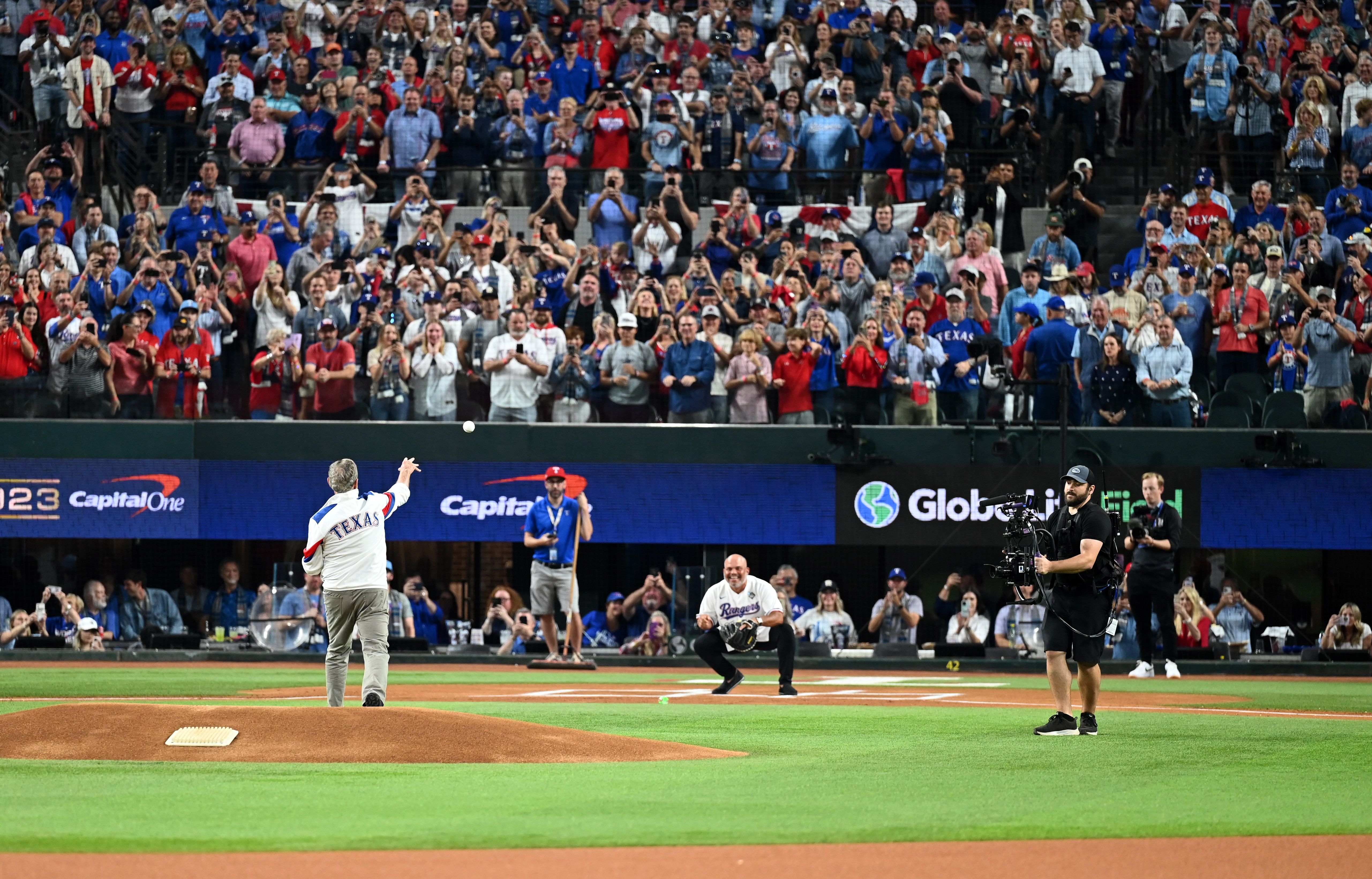
第1戦試合前の始球式の様子。ジョージ・W・ブッシュから捕手役のイバン・ロドリゲスへボールが投じられる

試合前のアメリカ合衆国国歌『星条旗』独唱と始球式を行った人物は、それぞれ以下の通り。
| 試合  | 国歌独唱                                                                     | 始球式                                                       | 始球式                                    |
| 試合  | 国歌独唱                                                                     | 投手役                                                       | 捕手役                                    |
| ----- | ---------------------------------------------------------------------------- | ------------------------------------------------------------ | ----------------------------------------- |
| 第1戦 | H.E.R.                                                                       | ジョージ・W・ブッシュ                                        | イバン・ロドリゲス                        |
| 第2戦 | パール・ピーターソン （ボーイズ・アンド・ガールズ・ クラブ・オブ・アメリカ） | エイドリアン・ベルトレ                                       | ファーガソン・ジェンキンス                |
| 第3戦 | ジョーダン・スパークス                                                       | ランディ・ジョンソン                                         | ルイス・ゴンザレス                        |
| 第4戦 | ミッキー・ガイトン                                                           | マドックス・カーミーン、 エイミー・ギボンズ （癌サバイバー） | トニー・ビーズリー、 ライアン・トンプソン |
| 第4戦 | ミッキー・ガイトン                                                           | ジョン・ラーム                                               | メリル・ケリー                            |
| 第5戦 | ダイナ・ジェーン （フィフス・ハーモニー）                                    | タイラー・モルドバン （フェニックス市警察）                  | 不明                                      |

第2戦前の国歌独唱と第4戦前の始球式のうちのひとつは、いずれもMLBが協賛する非営利団体の活動と結びついたものである。第2戦前に登場したパール・ピーターソンはワシントン州スクイム在住の高校生で、校外活動促進団体 "ボーイズ・アンド・ガールズ・クラブ・オブ・アメリカ"（BGCA）オリンピック半島支部の利用者である。彼女は5月のBGCA全米総会でその歌唱力を評価されて表彰を受けて以来、東海岸のニューヨーク州ニューヨークから南部のジョージア州アトランタや中西部のイリノイ州シカゴ、西海岸のカリフォルニア州ロサンゼルスに至るまで全米各地を股にかけて歌を披露してきた。10月に入りニューヨークでのBGCA催事で歌唱したところ、そこに出席していたMLB幹部の目に留まって今回の抜擢につながった。また、第4戦前の始球式のうちのひとつでは、MLBが協賛する悪性腫瘍（癌）研究支援の慈善団体 "スタンド・アップ・トゥー・キャンサー" との合同企画により、癌との闘病経験を持つ両球団ファンが事前にひとりずつ選ばれてボールを投じた。ダイヤモンドバックスのファン代表エイミー・ギボンズは、BGCA前フェニックス支部長で、卵巣腫瘍を克服した。レンジャーズのファン代表マドックス・カーミーンは13歳の少年で、ここ5年の間に急性骨髄性白血病を2度発症して入院しており、その間にはエルビス・アンドラスらレンジャーズの選手たちの慰問を受けたこともある。
ダイヤモンドバックスの本拠地球場チェイス・フィールドで行われる第4戦の前、もうひとつの始球式にはゴルファーのジョン・ラームが登場した。ラームはアリゾナ州立大学出身で、この年4月には4大メジャー大会のうちのひとつ、マスターズ・トーナメントを制した。今回の始球式ではマスターズ優勝者の証であるグリーンジャケットを身にまとい、同じ大学出身でダイヤモンドバックス投手のメリル・ケリーを捕手役にしてボールを投じたが、その投球は右打席の方向へ大きく逸れた。このあとラームはX（旧Twitter）で「少ーーーーーし外れたかな⚾😂」と振り返り、また後日その投球の出来について訊かれると「10点満点で6〜7点はあげていい」と述べた。ただ、今シリーズに姿を見せたマスターズ優勝経験者はラームが初めてではない。レンジャーズの本拠地球場グローブライフ・フィールドで行われた第1戦には、いずれもテキサス大学オースティン校出身の2015年大会王者ジョーダン・スピースと2022年大会王者スコッティ・シェフラーが観戦に訪れている。
第5戦前の始球式には、フェニックス市警察のタイラー・モルドバンが起用された。2021年12月14日未明、当時22歳の新人警官モルドバンは危険運転の通報を受けて現場へ向かい、車から降りた運転手と思しき男を追跡したところ、その男から頭部への1発を含む計8発の銃撃を受けて重体に陥った。一時は生存も絶望視される状態だったが一命をとりとめ、2022年1月に救急搬送先の病院からリハビリ施設へ転院、同年6月には自宅へ戻った。その後も車椅子生活となりながら、2023年4月6日にはダイヤモンドバックスのレギュラーシーズン本拠地開幕戦で始球式に起用され、妻チェルシーやダイヤモンドバックスOBルイス・ゴンザレスの介助のもと立ち上がってボールを投じた。それから7か月後、今シリーズ第5戦がチェイス・フィールドで行われる年内最後の試合となったため、球団は「彼の始球式から始まったシーズンだから、掉尾を飾るには彼に戻ってきてもらうのがふさわしい」と、モルドバンを再び始球式に起用した。今回の始球式ではチェルシーやゴンザレスのほかにフェニックス市長ケイト・ガイエゴや暫定警察長マイケル・サリバンも立ち会い、観衆が拍手と歓声で出迎えるなか、モルドバンは車椅子から立ち上がっただけでなく、そこから歩行器につかまって本塁方向へ歩みを進めたあとにボールを投じた。

## テレビ中継

### アメリカ合衆国
アメリカ合衆国におけるテレビ中継はFOXが放送した。実況はジョー・デービスが、解説はジョン・スモルツが、フィールドリポートはケン・ローゼンタールとトム・バードゥッチが、それぞれ務めた。MLBではこの年より投球間の時間制限 "ピッチクロック" が採用されたが、シーズンを通して続けたことで観るほうの違和感もなくなったと判断され、今シリーズ中継では画面上にクロックの表示がされなかった。試合前にはケビン・バークハート進行のコーナーがあり、デレク・ジーターやデビッド・オルティーズ、アレックス・ロドリゲスが出演して試合の見所などを語った。
全5試合の平均視聴率は4.7%で、前年から1.4ポイント下降し、2020年の5.2%も下回って歴代最低となった。シリーズを通しての、全米および出場両チームの本拠地都市圏における視聴率等は以下の通り。
| 試合  | 日付           | 放送時間               | 全米   | 全米   | 全米     | テキサス州ダラス | テキサス州ダラス | アリゾナ州フェニックス | アリゾナ州フェニックス |
| 試合  | 日付           | 放送時間               | 視聴率 | 占拠率 | 視聴者数 | 視聴率           | 占拠率           | 視聴率                 | 占拠率                 |
| ----- | -------------- | ---------------------- | ------ | ------ | -------- | ---------------- | ---------------- | ---------------------- | ---------------------- |
| 第1戦 | 10月27日（金） | 午後08時00分〜00時15分 | 4.6%   | 15%    | 917万人  | 19.4%            | 52%              | 16.9%                  | 46%                    |
| 第2戦 | 10月28日（土） | 午後07時58分〜11時05分 | 4.0%   | 12%    | 815万人  | 不明             | 不明             | 不明                   | 不明                   |
| 第3戦 | 10月30日（月） | 午後07時57分〜10時55分 | 4.2%   | 11%    | 813万人  | 20.3%            | 47%              | 18.1%                  | 45%                    |
| 第4戦 | 10月31日（火） | 午後07時58分〜11時19分 | 4.5%   | 13%    | 848万人  | 19.7%            | 50%              | 12.7%                  | 36%                    |
| 第5戦 | 11月01日（水） | 午後07時57分〜11時12分 | 6.0%   | 17%    | 1148万人 | 不明             | 不明             | 不明                   | 不明                   |
| 平均  | 平均           | 平均                   | 4.7%   | 14%    | 911万人  | 20.3%            | 51%              | 16.0%                  | 43%                    |

| 今シリーズ | 今シリーズ | 今シリーズ | 前年からの変動 | 前年からの変動  | 前年からの変動 | 前年からの変動 | 裏番組の最高視聴率                                                     | 裏番組の最高視聴率                                                     | 裏番組の最高視聴率                                                     | 裏番組の最高視聴率                                                     |
| 試合       | 視聴率     | 視聴者数   | 前年視聴率     |                 | 前年視聴者数   |                | 番組                                                                   | 放送局                                                                 | 放送時間                                                               | 視聴率                                                                 |
| 試合       | 視聴率     | 視聴者数   | 前年視聴率     | 変動            | 前年視聴者数   | 変動           | 番組                                                                   | 放送局                                                                 | 放送時間                                                               | 視聴率                                                                 |
| ---------- | ---------- | ---------- | -------------- | --------------- | -------------- | -------------- | ---------------------------------------------------------------------- | ---------------------------------------------------------------------- | ---------------------------------------------------------------------- | ---------------------------------------------------------------------- |
| 第1戦      | 4.6%       | 917万人    | 5.8%           | 1.2ポイント下降 | 1148万人       | 231万人減少    | 『ザ・プライス・イズ・ライト』（再放送）                               | CBS                                                                    | 午後08時00分〜09時00分                                                 | 1.8%                                                                   |
| 第2戦      | 4.0%       | 815万人    | 不明           | 不明            | 1079万人       | 264万人減少    | Big Ten Saturday Night                                                 | NBC                                                                    | 午後07時33分〜11時00分                                                 | 2.6%                                                                   |
| 第3戦      | 4.2%       | 813万人    | 6.2%           | 2.0ポイント下降 | 1116万人       | 303万人減少    | 『マンデーナイトフットボール』                                         | ABC                                                                    | 午後08時13分〜11時21分                                                 | 4.8%                                                                   |
| 第4戦      | 4.5%       | 848万人    | 6.6%           | 2.1ポイント下降 | 1181万人       | 333万人減少    | 『ザ・ヴォイス』                                                       | NBC                                                                    | 午後09時00分〜10時00分                                                 | 3.1%                                                                   |
| 第5戦      | 6.0%       | 1148万人   | 7.0%           | 1.0ポイント下降 | 1277万人       | 129万人減少    | 『サバイバー』                                                         | CBS                                                                    | 午後08時00分〜09時30分                                                 | 2.7%                                                                   |
| 第6戦      | （なし）   | （なし）   | 6.2%           | －              | 1255万人       | －             | －                                                                     | －                                                                     | －                                                                     | －                                                                     |
| 平均       | 4.7%       | 911万人    | 6.1%           | 1.4ポイント下降 | 1178万人       | 267万人減少    | ［註］放送時間は東部夏時間。中部夏時間は－1時間、山岳部標準時は－3時間 | ［註］放送時間は東部夏時間。中部夏時間は－1時間、山岳部標準時は－3時間 | ［註］放送時間は東部夏時間。中部夏時間は－1時間、山岳部標準時は－3時間 | ［註］放送時間は東部夏時間。中部夏時間は－1時間、山岳部標準時は－3時間 |

今シリーズの視聴率が低迷した理由については、以下のような要因が指摘されている。
- 全米人気に欠ける出場球団：全米規模の人気がある球団はニューヨーク・ヤンキースやボストン・レッドソックス、ロサンゼルス・ドジャースなど一部に限られ、レンジャーズやダイヤモンドバックスはそこには入らない[79]。両球団の本拠地都市圏も、テレビ視聴世帯数では前年出場球団の本拠地都市圏を下回っているうえ[80]、全米の48%を占める東部時間帯地域から外れているため、東部大都市の住民の興味を引くことができない[81]。FOXの戦略・分析担当上級副社長マイク・マルビヒルは、今シリーズの対戦カードについて「出場球団が入れ替わって新王者が誕生するのは、球界にとって健全なこと」としたうえで「短期的にみれば、全米人気を持たない球団どうしの対戦では視聴率を稼げないのも確かだ」と述べた[77]。
- スター選手不在：野球はその競技特性上、ひとりの選手が試合結果に与える影響はアメリカンフットボールやバスケットボールと比べて小さいため、勝利にはスター選手の活躍よりもチームの総合力が求められる[82]。スター選手を擁するチームが順当に勝ち上がる可能性は他競技より低く、今シリーズには大谷翔平やアーロン・ジャッジ[83]、ブライス・ハーパーやムーキー・ベッツなどのような人気選手がいなかった[80]。特にダイヤモンドバックスには、熱心な野球ファンでもなければ知らないような選手が多い[83]。
- 裏番組のアメリカンフットボール中継：ワールドシリーズは前年の2022年より、開幕日を金曜日に設定した。これは第2戦と第3戦の間の移動日を日曜日に、第5戦と第6戦の間の移動日を木曜日にすることで、シリーズ中継が他メディアによるNFL中継の裏番組となるのを回避するためである[84]。ただこれでは第1戦（と、シリーズが長引けば第6戦）が、1週間のなかで最も視聴率をとりにくいとされる金曜日開催とならざるを得ない[77]。また、NFL中継との視聴率競争を完全に回避することはできず、月曜日の第3戦はESPN『マンデーナイトフットボール』（MNF）と重なる。この日MNFはABCとのサイマル放送を実施し、両局合計で平均視聴者数1520万人と、FOXのシリーズ第3戦を大きく超える数字を残した[85]。また第2戦が開催された土曜日は、番組単位でこそシリーズ中継が最も多くの視聴者を獲得しているが、カレッジフットボール中継はNBCとABCがそれぞれ別の試合で行っており、合計の平均視聴者数は953万人と、こちらもシリーズ中継を上回った[注 10][86]。
- シリーズの早期決着：シリーズは第7戦へ近づくごとに視聴者数が増える傾向にある。直近10年をみても、第6戦は第5戦より視聴者数が平均で14%増えている[81]。しかし今シリーズはそこまで行かず、5試合で決着した。
- テレビ離れ：大学1〜2年生くらいの若者のなかには、野球に興味があってもケーブルテレビの有料視聴契約をしていないため試合中継を観る習慣がなく、JomboyのようなインフルエンサーがSNSにアップする切り抜き動画で満足する、という例がみられるという[87]。

その一方で裏番組との視聴率争いでは、クイズ番組やオーディション番組、ドラマなどの娯楽番組に対しては8年連続でどの番組よりも高い視聴率を記録しており、マルビヒルも「我々の望みはふたつあって、そのうち『長いシリーズ』は叶わなかったが『娯楽番組より高い視聴率』は達成できた」と一定の評価を与えている。

### 日本
日本での生中継の放送は、日本放送協会（NHK）の衛星放送チャンネル "BS1" で行われた。実況は早瀬雄一が、解説は井口資仁が務めた。NHKのアナウンサーや解説者がスタジオで映像を観ながらではなく、実際に現地へ赴いて球場の放送ブースからワールドシリーズの実況・解説を行うのは、新型コロナウイルス感染症（COVID-19）の世界的流行を挟んで2019年以来4年ぶりである。井口は選手としても2005年シリーズに出場した経験を持つが、それから18年後の今回、解説者という別の立場から開催都市の雰囲気や試合を直に目にしたことで、ワールドシリーズが持つ価値を再認識したという。
解説者の古田敦也は、NHK中継の出演者ではないが今シリーズに合わせて渡米し、第3戦の試合前にチェイス・フィールドで自身と井口、ダイヤモンドバックス監督トーリ・ロブロの3人で肩を組んで撮影した写真をInstagramに投稿した。古田は日本プロ野球のヤクルトスワローズでロブロと2000年にチームメイトだった縁から、2023年のスプリングトレーニングでダイヤモンドバックス臨時コーチを務めており、その際にもしチームがワールドシリーズへ進出したら再渡米すると約束していた。テレビ朝日はシリーズの中継こそしていないものの、古田がロブロとの旧交を温めつつシリーズを現地取材する様子を11月5日の『サンデーLIVE!!』で詳報した。

### イギリス
イギリスでは、有料放送のTNTスポーツがポストシーズン全試合の放映権を持つ。しかし今シリーズでは、MLB機構の国際市場開拓戦略により第1戦の放映権が英国放送協会（BBC）へ移されたため、史上初めてBBC系列でのワールドシリーズ中継が実現した。BBCは双方向サービス "レッドボタン" で英国夏時間10月28日午前0時30分から生中継を行い、さらに同日の午前5時15分と午後8時25分、翌29日午後2時40分からの計3度再放送したほか、BBCスポーツのウェブサイトや "iPlayer" などインターネット放送の視聴手段も用意した。第2戦以降のTNTスポーツがMLBによって製作・提供されるアメリカ合衆国外向け英語放送用の映像・音声を使用したのに対し、第1戦のBBCはそれとは異なる独自の映像・音声を製作し、実況にはメラニー・ニューマンを、解説にはライアン・ローランドスミスとゼイビア・スクラッグスを起用した。